# Наср I
Наср I ибн Ахмад (перс. نصر بن احمد‎‎; ум. в августе 892 года) — правитель Самарканда в 864—892 годах из династии Саманидов. Он был сыном Ахмада ибн Асада.
После смерти отца Наср унаследовал Самарканд и значительную часть Мавераннахра. Халиф аль-Мутамид в 875 году пожаловал весь Мавераннахр Саманидам, опасаясь, что Саффариды усиливают свое влияние в регионе. С этого момента Наср начинает чеканить серебряную монету со своим именем, что является признаком независимого государства.
Наср продолжил расширять территорию государства. В 874 году Хусейн из династии тахиридов, предпринял попытку захвата Бухары, но она была неудачной. Феодальная раздробленность и междоусобные войны истощили Бухару. Абу Абдулла, сын хаджи Абу Хафс Кабира, направил в Самарканд Насру ибн Ахмаду письмо с просьбой прислать эмира в Бухару.
В 874 году Наср послал своего брата Исмаила захватить Бухару, которая недавно была разорена войсками Хорезма. Жители Бухары открыли Исмаилу ворота и Наср назначил его наместником города.
Разногласия по поводу распределения налоговых денег вызвали конфликт между братьями. В 888 году Исмаил одержал победу над братом, но сохранил ему власть. Наср I продолжал управлять Мавераннахром до смерти в 892 году.

## Биография
Наср был сыном Ахмада ибн Асада, который правил значительной частью Мавераннахра под сюзеренитетом Аббасидского Халифата. После смерти своего отца Наср получил большую часть Мавераннахра, включая Самарканд, в то время как его брат Якуб получил Шаш. Ослабление Тахиридских правителей Хорасана со стороны Саффаридского правителя Якуба ибн Лейса, позволило Насру фактически править как независимому монарху. Удаленность владений Насра в Мавераннахре принесла ему пользу, позволив не оказаться втянутым в резкую борьбу за власть, происходившую в Иране. Однако ветвь Саманидов в Хорасанском городе Герат прекратила свое существование, когда Якуб разгромил и захватил в плен Ибрагима ибн Ильяса в 867 году. В 870/1 году Наср дал убежище правителю Баниджуридов Дауду ибн Аббасу, который бежал из своих владений после того, как Якуб ненадолго занял город Балх. Преемник Дауда ибн Аббаса, Абу Дауд Мухаммад ибн Ахмад правивший Балхом, предположительно стал вассалом Насра.

## Примечание
1. ↑  САМАНИДЫ • Большая российская энциклопедия - электронная версия. bigenc.ru. Дата обращения: 21 августа 2019. Архивировано 23 октября 2020 года.
2. ↑  C.E. Bosworth, The New Islamic Dynasties, (Columbia University Press, 1996), 170.
3. ↑  sitora ibragimova. саманиды. — 2016-01-26. Архивировано 2 ноября 2021 года.
4. ↑  Роль династии Саманидов в истории Узбекской государственности. journalpro.ru. Дата обращения: 29 августа 2019. Архивировано 29 августа 2019 года.
5. ↑  Наршахий. Бухоро тарихи. — Ташкент: Мерос, 1991.
6. ↑  Rene Grousset, The Empire of the Steppes: A History of Central Asia, transl. Naomi Walford, (Rutgers University Press, 1991), 142.
7. ↑  История таджикского народа. Том II.- Душанбе, 1999, — с. 334.
8. ↑  Мусульманские Государства II - VII вв. по Хиджре - Христианство или Ислам. oneislam.ru. Дата обращения: 22 августа 2019. Архивировано 25 октября 2021 года.